# (3323) Turgenev
(3323) Turgenev (1979 SY9; 1975 VS7; 1975 TQ5) ist ein knapp fünf Kilometer großer Asteroid des mittleren Hauptgürtels, der am 3. Oktober 1975 vom russischen, damals sowjetischen, Astronomen Nikolai Stepanowitsch Tschernych (1931–2004) am Krim-Observatorium (Zweigstelle Nautschnyj) auf der Halbinsel Krim (IAU-Code: 095) entdeckt wurde. Die Bahnelemente von (3322) Turgenev ähneln sich mit denen der Asteroiden (29) Amphitrite, (134) Sophrosyne und (170) Maria.

## Benennung
(3323) Turgenev wurde nach Iwan Sergejewitsch Turgenew (1818–1883; russisch Иван Сергеевич Тургенев, englisch Ivan Sergeyevich Turgenev, wissenschaftliche Transliteration Ivan Sergeevič Turgenev) benannt, der ein bedeutender russischer Schriftsteller war.